# FINA Water Polo Development Trophy
Il FINA Water Polo Development Trophy è una competizione pallanuotistica internazionale per squadre nazionali maschili organizzata dalla Fédération Internationale de Natation. Questa competizione, che si svolge con cadenza biennale, è stata avviata nel 2007 con l'intento di permettere l'evoluzione della pallanuoto nei paesi dove essa è poco diffusa. Le squadre partecipano al torneo su invito della FINA.

Le prime due edizioni della manifestazione si sono tenute in Kuwait, la terza si è svolta nella vicina Arabia Saudita, la quarta si è tenuta nuovamente a Kuwait City, mentre l'ultima nel 2015 si è giocata in Iran.

## Edizioni
| Anno | Sede                     | Oro            | Argento        | Bronzo            |
| ---- | ------------------------ | -------------- | -------------- | ----------------- |
| 2007 | Kuwait City ( Kuwait)    | Colombia       | Porto Rico     | Iran              |
| 2009 | Kuwait City ( Kuwait)    | Kuwait         | Singapore      | Trinidad e Tobago |
| 2011 | Dammam ( Arabia Saudita) | Arabia Saudita | Iran           | Kuwait            |
| 2013 | Kuwait City ( Kuwait)    | Uzbekistan     | Egitto         | Arabia Saudita    |
| 2015 | Teheran ( Iran)          | Iran           | Uruguay        | Austria           |
| 2017 | Gzira ( Malta)           | Uruguay        | Arabia Saudita | Austria           |
| 2019 | Singapore ( Singapore)   | Singapore      | Austria        | Indonesia         |
| 2021 | Barranquilla ( Colombia) | Colombia       | Porto Rico     | Kuwait            |

## Medagliere complessivo
*Aggiornato a Teheran 2015
| Pos. | Paese             | Oro | Argento | Bronzo | Tot. |
| ---- | ----------------- | --- | ------- | ------ | ---- |
| 1    | Iran              | 1   | 1       | 1      | 3    |
| 2    | Kuwait            | 1   | 0       | 1      | 2    |
| 2    | Arabia Saudita    | 1   | 0       | 1      | 2    |
| 4    | Colombia          | 1   | 0       | 0      | 1    |
| 4    | Uzbekistan        | 1   | 0       | 0      | 1    |
| 6    | Porto Rico        | 0   | 1       | 0      | 1    |
| 6    | Singapore         | 0   | 1       | 0      | 1    |
| 6    | Uruguay           | 0   | 1       | 0      | 1    |
| 6    | Egitto            | 0   | 1       | 0      | 1    |
| 10   | Trinidad e Tobago | 0   | 0       | 1      | 1    |
| 10   | Austria           | 0   | 0       | 1      | 1    |

## Partecipazioni e piazzamenti
*Aggiornato a Teheran 2015
| Nazionale         | 2007    | 2009    | 2011    | Pres. |
| Algeria           | 9       | 6       | 11      | 3     |
| Antille Olandesi  |         |         | 9       | 1     |
| Arabia Saudita    | 5       |         | Oro     | 2     |
| Cile              | 8       |         | 4       | 2     |
| Colombia          | Oro     |         |         | 1     |
| Corea del Sud     | 7       |         |         | 1     |
| Filippine         |         | 4       |         | 1     |
| Giamaica          |         | 9       |         | 1     |
| Guatemala         |         | 10      |         | 1     |
| Indonesia         |         | 8       |         | 1     |
| Iran              | Bronzo  |         | Argento | 2     |
| Kenya             | 12      | 12      |         | 2     |
| Kuwait            | 4       | Oro     | Bronzo  | 3     |
| Marocco           | 11      | 5       | 10      | 3     |
| Perù              |         |         | 8       | 1     |
| Porto Rico        | Argento |         |         | 1     |
| Singapore         |         | Argento | 6       | 2     |
| Trinidad e Tobago |         | Bronzo  | 5       | 2     |
| Tunisia           | 10      | 11      | 7       | 3     |
| Uruguay           | 6       | 7       |         | 2     |